# Campeonato Sub-16 de la AFC 2008
El Campeonato Sub-16 de la AFC de 2008 fue un torneo de fútbol para jugadores menores de 16 años. El torneo se desarrolló en Uzbekistán entre el 4 y 19 de octubre. Las dos sedes fueron el estadio Markaziy Harbiy Sportklubi Army y el estadio Pakhtakor, en el que se jugó la final.
El torneo fue organizado por la Confederación Asiática de Fútbol y fue clasificatorio para la Copa Mundial de Fútbol Sub-17 de 2009 que se realizó en Nigeria.

## Resultados

### Primera fase

#### Grupo A
| Equipo     | Pts | PJ | PG | PE | PP | GF | GC | Dif |
| ---------- | --- | -- | -- | -- | -- | -- | -- | --- |
| Irán       | 9   | 3  | 3  | 0  | 0  | 8  | 2  | +6  |
| Uzbekistán | 6   | 3  | 2  | 0  | 1  | 10 | 2  | +8  |
| Baréin     | 3   | 3  | 1  | 0  | 2  | 3  | 4  | -1  |
| Singapur   | 0   | 3  | 0  | 0  | 3  | 1  | 14 | -13 |

| Fecha        | Lugar   |            |                       | Resultado |                       |            |
| ------------ | ------- | ---------- | --------------------- | --------- | --------------------- | ---------- |
| 4 de octubre | Taskent | Singapur   | Bandera de Singapur   | 0:7       | Bandera de Uzbekistán | Uzbekistán |
| 4 de octubre | Taskent | Irán       | Bandera de Irán       | 2:0       | Bahrain               | Baréin     |
| 6 de octubre | Taskent | Uzbekistán | Bandera de Uzbekistán | 1:2       | Bandera de Irán       | Irán       |
| 6 de octubre | Taskent | Baréin     | Bandera de Bahrain    | 3:0       | Singapur              | Singapur   |
| 8 de octubre | Taskent | Irán       | Bandera de Irán       | 4:1       | Bandera de Singapur   | Singapur   |
| 8 de octubre | Taskent | Uzbekistán | Bandera de Uzbekistán | 2:0       | Bahrain               | Baréin     |

#### Grupo B
| Equipo        | Pts | PJ | PG | PE | PP | GF | GC | Dif |
| ------------- | --- | -- | -- | -- | -- | -- | -- | --- |
| Corea del Sur | 7   | 3  | 2  | 1  | 0  | 15 | 3  | +12 |
| Siria         | 7   | 3  | 2  | 1  | 0  | 6  | 2  | +4  |
| India         | 3   | 3  | 1  | 0  | 2  | 3  | 8  | -5  |
| Indonesia     | 0   | 3  | 0  | 0  | 3  | 1  | 12 | -11 |

| Fecha        | Lugar   |               |                          | Resultado |                          |               |
| ------------ | ------- | ------------- | ------------------------ | --------- | ------------------------ | ------------- |
| 4 de octubre | Taskent | Corea del Sur | Bandera de Corea del Sur | 5:2       | Bandera de India         | India         |
| 4 de octubre | Taskent | Siria         | Bandera de Syria         | 2:1       | Indonesia                | Indonesia     |
| 6 de octubre | Taskent | Indonesia     | Bandera de Indonesia     | 0:9       | Bandera de Corea del Sur | Corea del Sur |
| 6 de octubre | Taskent | India         | Bandera de India         | 0:3       | Syria                    | Siria         |
| 8 de octubre | Taskent | Siria         | Bandera de Syria         | 1:1       | Bandera de Corea del Sur | Corea del Sur |
| 8 de octubre | Taskent | Indonesia     | Bandera de Indonesia     | 0:1       | India                    | India         |

#### Grupo C
| Equipo         | Pts | PJ | PG | PE | PP | GF | GC | Dif |
| -------------- | --- | -- | -- | -- | -- | -- | -- | --- |
| Australia      | 9   | 3  | 3  | 0  | 0  | 11 | 2  | +9  |
| Arabia Saudita | 4   | 3  | 1  | 1  | 1  | 6  | 4  | +2  |
| China          | 4   | 3  | 1  | 1  | 1  | 4  | 4  | 0   |
| Turkmenistán   | 0   | 3  | 0  | 0  | 3  | 1  | 12 | -11 |

| Fecha        | Lugar   |                |                         | Resultado |                         |                |
| ------------ | ------- | -------------- | ----------------------- | --------- | ----------------------- | -------------- |
| 5 de octubre | Taskent | China          | Bandera de China        | 2:1       | Bandera de Turkmenistán | Turkmenistán   |
| 5 de octubre | Taskent | Arabia Saudita | Bandera de Arabia Saudí | 1:3       | Australia               | Australia      |
| 7 de octubre | Taskent | Australia      | Bandera de Australia    | 2:1       | China                   | China          |
| 7 de octubre | Taskent | Turkmenistán   | Bandera de Turkmenistán | 0:4       | Bandera de Arabia Saudí | Arabia Saudita |
| 9 de octubre | Taskent | China          | Bandera de China        | 1:1       | Bandera de Arabia Saudí | Arabia Saudita |
| 9 de octubre | Taskent | Australia      | Bandera de Australia    | 6:0       | Turkmenistán            | Turkmenistán   |

#### Grupo D
| Equipo  | Pts | PJ | PG | PE | PP | GF | GC | Dif |
| ------- | --- | -- | -- | -- | -- | -- | -- | --- |
| Japón   | 9   | 3  | 3  | 0  | 0  | 13 | 1  | +12 |
| UAE     | 6   | 3  | 2  | 0  | 1  | 7  | 8  | -1  |
| Malasia | 3   | 3  | 1  | 0  | 2  | 5  | 7  | -2  |
| Yemen   | 0   | 3  | 0  | 0  | 3  | 0  | 9  | -9  |

- Yemen se inhabilitó por usar a un jugador excedente.

| Fecha        | Lugar   |                        |                                     | Resultado |                          |                        |
| ------------ | ------- | ---------------------- | ----------------------------------- | --------- | ------------------------ | ---------------------- |
| 5 de octubre | Taskent | Japón                  | Bandera de Japan                    | 4:0       | Bandera de Malaysia      | Malasia                |
| 5 de octubre | Taskent | Yemen                  | Bandera de Yemen                    | 0:3       | the United Arab Emirates | Emiratos Árabes Unidos |
| 7 de octubre | Taskent | Malasia                | Bandera de Malaysia                 | 3:0       | Bandera de Yemen         | Yemen                  |
| 7 de octubre | Taskent | Emiratos Árabes Unidos | Bandera de the United Arab Emirates | 1:6       | Japan                    | Japón                  |
| 9 de octubre | Taskent | Japón                  | Bandera de Japan                    | 3:0       | Bandera de Yemen         | Yemen                  |
| 9 de octubre | Taskent | Emiratos Árabes Unidos | Bandera de the United Arab Emirates | 3:2       | Malaysia                 | Malasia                |

### Segunda fase
|  | Cuartos de final       | Cuartos de final       |                        |   | Semifinales  | Semifinales  |  |  | Final | Final |
|  |                        |                        |                        |   |              |              |  |  |       |       |
|  | Taskent, 12 de octubre |                        |                        |   |              |              |  |  |       |       |
|  |                        |                        |                        |   |              |              |  |  |       |       |
|  | Irán                   | 2                      |                        |   |              |              |  |  |       |       |
|  | Irán                   | 2                      | Taskent, 15 de octubre |   |              |              |  |  |       |       |
|  | Siria                  | 1                      |                        |   |              |              |  |  |       |       |
|  | Siria                  | 1                      | Irán                   | 3 |              |              |  |  |       |       |
|  | Taskent, 12 de octubre |                        | Irán                   | 3 |              |              |  |  |       |       |
|  |                        | Emiratos Árabes Unidos | 0                      |   |              |              |  |  |       |       |
|  | Australia              | Emiratos Árabes Unidos | 0                      | 2 |              |              |  |  |       |       |
|  | Australia              |                        | Taskent, 18 de octubre | 2 |              |              |  |  |       |       |
|  | Emiratos Árabes Unidos | 3                      |                        |   |              |              |  |  |       |       |
|  | Emiratos Árabes Unidos | 3                      | Irán                   | 2 |              |              |  |  |       |       |
|  | Taskent, 12 de octubre |                        | Irán                   | 2 |              |              |  |  |       |       |
|  |                        | Corea del Sur          | 1                      |   |              |              |  |  |       |       |
|  | Corea del Sur          | Corea del Sur          | 1                      | 3 |              |              |  |  |       |       |
|  | Corea del Sur          | Taskent, 15 de octubre |                        | 3 |              |              |  |  |       |       |
|  | Uzbekistán             | 0                      |                        |   |              |              |  |  |       |       |
|  | Uzbekistán             | 0                      | Corea del Sur          | 2 | Tercer lugar | Tercer lugar |  |  |       |       |
|  | Taskent, 12 de octubre |                        | Corea del Sur          | 2 |              |              |  |  |       |       |
|  |                        | Japón                  | 1                      |   |              |              |  |  |       |       |
|  | Japón                  | Japón                  | 1                      | 2 |              |              |  |  |       |       |
|  | Japón                  |                        |                        | 2 |              |              |  |  |       |       |
|  | Arabia Saudita         | 0                      |                        |   |              |              |  |  |       |       |
|  | Arabia Saudita         | 0                      |                        |   |              |              |  |  |       |       |
|  |                        |                        |                        |   |              |              |  |  |       |       |
|  |                        |                        |                        |   |              |              |  |  |       |       |

#### Cuartos de final
| Fecha         | Lugar   |               |                          | Resultado |                                     |                        |
| ------------- | ------- | ------------- | ------------------------ | --------- | ----------------------------------- | ---------------------- |
| 12 de octubre | Taskent | Irán          | Bandera de Irán          | 2:0       | Bandera de Syria                    | Siria                  |
| 12 de octubre | Taskent | Corea del Sur | Bandera de Corea del Sur | 3:0       | Uzbekistán                          | Uzbekistán             |
| 12 de octubre | Taskent | Australia     | Bandera de Australia     | 2:3       | Bandera de the United Arab Emirates | Emiratos Árabes Unidos |
| 12 de octubre | Taskent | Japón         | Bandera de Japan         | 2:0       | Arabia Saudí                        | Arabia Saudita         |

#### Semifinales
| Fecha         | Lugar   |               |                          | Resultado |                                     |                        |
| ------------- | ------- | ------------- | ------------------------ | --------- | ----------------------------------- | ---------------------- |
| 15 de octubre | Taskent | Irán          | Bandera de Irán          | 3:0       | Bandera de the United Arab Emirates | Emiratos Árabes Unidos |
| 15 de octubre | Taskent | Corea del Sur | Bandera de Corea del Sur | 2:1       | Japan                               | Japón                  |

#### Final
| Fecha         | Lugar   |      |                 | Resultado |                          |               |
| ------------- | ------- | ---- | --------------- | --------- | ------------------------ | ------------- |
| 18 de octubre | Taskent | Irán | Bandera de Irán | 2:1       | Bandera de Corea del Sur | Corea del Sur |

| Bandera de Irán |
| Campeón Irán    |
| Primer título   |

## Premios

### Goleadores
| Jugador          | Selección     | Goles |
| ---------------- | ------------- | ----- |
| Kaveh Rezaei     | Irán          | 6     |
| Takumi Miyayoshi | Japón         | 4     |
| Son Heung-Min    | Corea del Sur | 4     |
| Lee Chang        | Corea del Sur | 4     |

### Mejor jugador
| Jugador     | Selección     |
| ----------- | ------------- |
| Lee Jong-Ho | Corea del Sur |

## Clasificados
| Irán | Corea del Sur | UAE | Japón |
| ---- | ------------- | --- | ----- |